# Stenalia leslacea
Stenalia leslacea es una especie de coleóptero de la familia Mordellidae. La especie fue descrita científicamente por Chobaut en 1924.

## Distribución geográfica
Habita en Argelia.